# Boulton Paul Aircraft
Boulton Paul Aircraft Ltd var en brittisk flygplanstillverkare i Dunstable Bedfordshire.
Boulton Paul Aircraft bildades när verkstadsföretaget Boulton & Paul Ltd i Norwich sålde av sin flygplansavdelning 1934. Två år efter bildandet flyttades verksamheten till nybyggda lokaler i Wolverhampton. Vid flytten följde drygt 600 anställda med från Norwich dessutom anställdes ny arbetskraft i Wolverhampton för att kompensera för de som inte flyttade med företaget. För att lära upp den nya personalen startade man en verkstadskola i Skottland. Med i bolaget från Boulton & Paul var även tillverkningen av rörliga kulsprutetorn, tidigare hade pneumatiskt drivet torn gjorts för Overstrand-bombaren. Under utveckling i företaget var det egna jaktflygplanet Defiant som försågs med ett rörligt kulsprutetorn bakom förarplatsen. Flygplanet var för sin tid ett nytänkande eftersom det saknade fast beväpning framåt och all eldgivning koncentrerades till fyra kulsprutor i tornet. Det utvecklades vidare i den marina varianten Blackburn Roc där Blackburn Aircraft svarade för konstruktionsritningarna medan Boulton Paul tillverkade flygplanen.
Vid företaget tillverkades även Fairey Aircrafts Barracuda samt ombyggnad av Vickers Wellington under andra världskriget. Efter kriget konstruerades skolflygplanet Balliol som levererades till Royal Air Force och i en specialvariant för hangarfartyg till Royal Navy.  
När man insåg att flygplan med kolvmotorer inte skulle köpas in av flygvapnet inledde ett samarbete med English Electric och de Havilland där man var med och puducerade med deras Canberra och de Havilland Vampire. Vid företagets egen konstruktionsavdelning forskade man runt flygplan byggda som en flygande vinge. 
1961 slogs företaget ihop med Dowty Group och namnet ändrades till Dowty Boulton Paul Ltd för att slutligen bli Dowty Aerospace. 1992 togs företaget över av TI Group som 2000 slog ihop bolaget med Smiths Industries under namnet Smiths Group. Vid företagets tidigare lokaler i Wolverhampton är nu Smiths Aerospace verksamma med tillverkning av olika vapensystem. På fabriksområdet finns ett museum som visar företagets utveckling från Boulton & Paul Ltd fram till dagens tillverkning.

## Flygplan producerade vid Boulton Paul Aircraft
- P.71A 1934
- Defiant 1937
- P.92 1941
- Balliol 1947
- P.111 1950
- P.120 1952
- Barracuda
- Canberra
- de Havilland Vampire